# Karl-Friedrich Brill
Karl-Friedrich Brill (18 de julho de 1898 - 22 de outubro de 1943) foi um oficial alemão que serviu durante a Segunda Guerra Mundial. Foi condecorado com a Cruz de Cavaleiro da Cruz de Ferro.

## Carreira

### Patentes
Fregattenkapitän der Reserve

### Condecorações
| Cruz de Ferro 2ª Classe                          |
| Cruz de Ferro 1ª Classe                          |
| Folhas de Carvalho nº 330 18 de novembro de 1943 |